# Orden del Mérito del Reino Unido

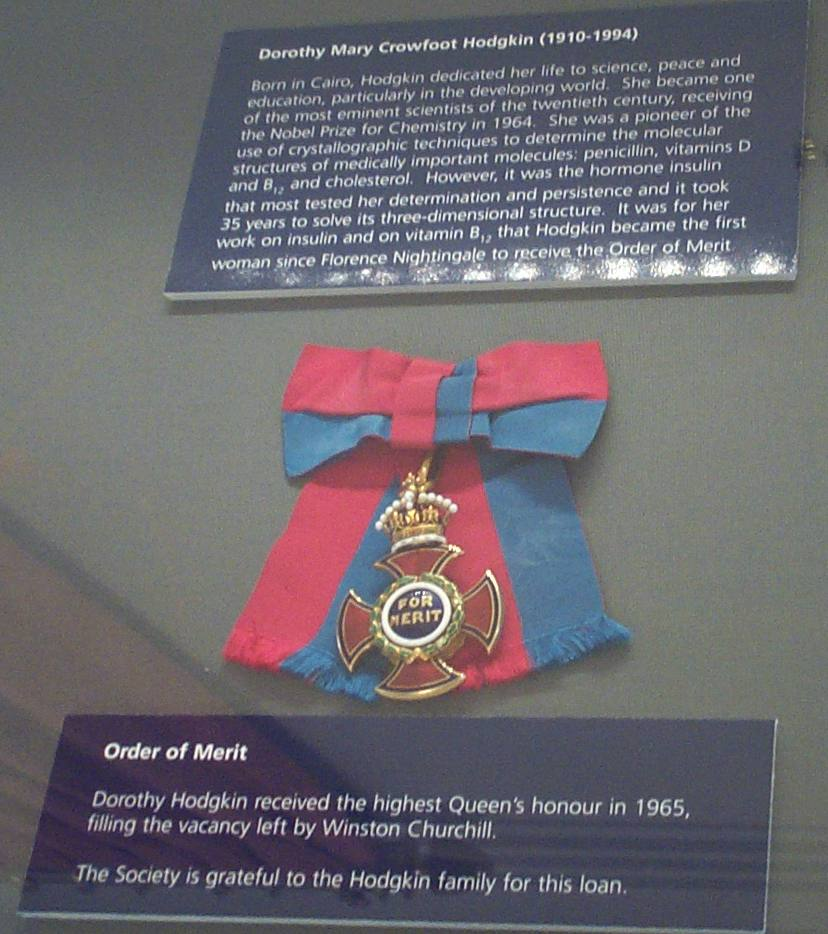
Medalla de la Orden del Mérito de Dorothy Crowfoot Hodgkin, expuesta en la Royal Society de Londres.

La Orden del Mérito es una distinción del Reino Unido y de la Commonwealth concedida por el monarca británico.

## Historia
Fue establecida en 1902 por el rey Eduardo VII (imitando a la Orden Pour le Mérite prusiana) como una recompensa por servicios extraordinarios en el ámbito del ejército, la ciencia, el arte o la literatura. Las raramente concedidas a los militares se distinguían de las de los civiles por tener un par de espadas cruzadas por detrás de la medalla central. Es competencia exclusiva del soberano el dar la condecoración y no es necesario que consulte al gobierno. Se trata de un reconocimiento que otorga mucho prestigio a aquel que lo recibe: no se trata de un honor típico que conlleve algún título, pero es de más valor que las condecoraciones de uso regular.
La orden está limitada al soberano y veinticuatro miembros, pero los extranjeros pueden ser incluidos aparte como "miembros honorarios". Desde su creación la orden estuvo abierta a las mujeres, siendo Florence Nightingale la primera en recibir esta recompensa, en 1907. La orden no confiere nobleza u otro estatus a los miembros, pero estos tienen derecho a escribir las letras OM tras su nombre. La insignia consiste en una cruz roja con una corona dorada en su parte superior. La banda (o lazo) de la medalla es roja y azul.
Hay muy pocos extranjeros que hayan recibido la Orden, y casi todos son ciudadanos de los países de la Commonwealth. Entre ellos están el Dr. Albert Schweitzer, el general Eisenhower, la Madre Teresa de Calcuta, Nelson Mandela, Jean Chrétien y John Howard.
Titulares británicos de la Orden han sido: Florence Nightingale y Joseph Lister (medicina); los artistas Alma Tadema, Holman Hunt, Augustus John y Graham Sutherland; el escultor Henry Moore; los compositores Sir Edward Elgar, Ralph Vaughan Williams, William Walton y Benjamin Britten; los escritores Thomas Hardy, James Barrie, T. S. Eliot, E. M. Forster, Graham Greene y Ted Hughes; los ex primeros ministros Margaret Thatcher, Sir Winston Churchill y Clement Attlee; el general Baden-Powell (fundador del Movimiento Scout); los mariscales de campo Haig, Kitchener y Alexander, los almirantes Jellicoe, Beatty y el conde Mountbatten de Birmania; el diseñador de aviones Sir Geoffrey de Havilland; y el cardenal Basil Hume.

## Elegibilidad
Todos los ciudadanos de los reinos de la Mancomunidad son elegibles para el nombramiento a la Orden del Mérito. Sin embargo, puede haber solo 24 personas vivas en la orden en un momento dado, sin incluir los designados honorarios, y los nuevos miembros son seleccionados personalmente por el monarca reinante de los reinos, actualmente el rey Carlos III, con la ayuda de sus secretarios privados; por lo tanto, la orden ha sido descrita como "muy posiblemente, el honor más prestigioso que uno puede recibir en el planeta Tierra".   Dentro de la membresía limitada hay una división militar designada, con su propia insignia única; aunque no ha sido abolido, actualmente está despoblado, siendo Lord Mountbatten la última persona honrada.  Los miembros honorarios forman otro grupo, para el que no hay límite numérico, aunque tales nombramientos son raros; las personas de países de la Mancomunidad de Naciones que no están encabezados por el rey Carlos III, por lo tanto, se consideran extranjeros y, por lo tanto, solo se les otorgan admisiones honorarios, como Nelson Mandela (Sudáfrica) y la Madre Teresa (India).
Una vez admitidos en la Orden del Mérito, los miembros tienen derecho a utilizar las letras posnominales OM y se les otorga la insignia de la orden.

## Insignia
La insignia consiste en una corona dorada de la que cuelga una cruz patée esmaltada en rojo, a su vez centrada por un disco de esmalte azul, rodeada por una corona de laurel.  El anverso del disco central de la insignia lleva la cifra real del monarca reinante en oro, mientras que el reverso lleva las palabras FOR MERIT en letras doradas. La insignia de la agrupación militar se distingue por un par de espadas cruzadas detrás del disco central.
La cinta de la Orden del Mérito se divide en dos franjas de color rojo y azul. Los hombres usan sus insignias en una cinta en el cuello (como un collar), mientras que las mujeres las usan en un lazo de cinta sujeto al hombro izquierdo, y los ayudantes de campo pueden usar la insignia en su Cordón militar.  Desde 1991, se exige que la insignia se devuelva tras la muerte del destinatario.

## Miembros actuales
- Monarca: Su majestad el rey Carlos III
- Secretario y Registrador Lord Fellowes
- Miembros:

| Número de Miembro | Foto | Nombre                                                                                  | Fecha de nacimiento     | Edad    | Profesión                                                           | Fecha de nombramiento   |
| ----------------- | ---- | --------------------------------------------------------------------------------------- | ----------------------- | ------- | ------------------------------------------------------------------- | ----------------------- |
| 1 (169)           |      | Lord Foster de Thames Bank OM RA                                                        | 1 de junio de 1935      | 89 años | Arquitecto y Premio Pritzker                                        | 25 de noviembre de 1997 |
| 2 (175)           |      | Sir Roger Penrose OM FRS                                                                | 8 de agosto de 1931     | 93 años | Físico y Matemático                                                 | 9 de mayo de 2000       |
| 3 (176)           |      | Sir Tom Stoppard OM CBE]]                                                               | 3 de julio de 1937      | 87 años | Dramaturgo                                                          | 9 de mayo de 2000       |
| 4 (179)           |      | Lord Rothschild OM GBE FBA                                                              | 29 de abril de 1936     | 88 años | Filántropo                                                          | 28 de octubre de 2002   |
| 5 (180)           |      | Sir David Attenborough OM CH CVO CBE FRS (2005),                                        | 8 de mayo de 1926       | 98 años | Documentalista                                                      | 10 de junio de 2005     |
| 6 (181)           |      | La baronesa Boothroyd OM PC                                                             | 8 de octubre de 1929    | 95 años | Política                                                            | 10 de junio de 2005     |
| 7 (183)           |      | Lord Eames OM                                                                           | 27 de abril de 1936     | 88 años | Anglicano primado de toda Irlanda y arzobispo de Armagh (1986-2006) | 13 de junio de 2007     |
| 8 (184)           |      | Sir Timothy Berners-Lee OM KBE FRS FREng FRSA                                           | 8 de junio de 1955      | 69 años | Inventor de la World Wide Web, director del W3C                     | 13 de junio de 2007     |
| 9 (185)           |      | Lord Rees de Ludlow OM PRS                                                              | 23 de junio de 1942     | 82 años | Astrónomo real (1995 - ) y Presidente de la Royal Society (2005 - ) | 13 de junio de 2007     |
| 10 (186)          |      | Jean Chrétien PC OM CC QC                                                               | 11 de enero de 1934     | 91 años | 20.° Primer ministro de Canadá (1993 - 2003)                        | 13 de julio de 2009     |
| 11 (187)          |      | Neil MacGregor OM AO                                                                    | 16 de junio de 1946     | 78 años | Historiador de Arte y Director del Museo británico                  | 4 de noviembre de 2010  |
| 12 (188)          |      | David Hockney OM CH                                                                     | 9 de julio de 1937      | 87 años | Artista                                                             | 1 de enero de 2012      |
| 13 (189)          |      | John Howard OM AC                                                                       | 26 de julio de 1939     | 85 años | 25°. Primer ministro de Australia (1996-2007)                       | 1 de enero de 2012      |
| 14 (190)          |      | Sir Simon Rattle OM CBE                                                                 | 19 de enero de 1955     | 70 años | Director de orquesta                                                | 1 de enero de 2014      |
| 15 (192)          |      | Sir Magdi Yacoub OM                                                                     | 16 de noviembre de 1935 | 89 años | Cirujano Cardiotoracico                                             | 1 de enero de 2014      |
| 16 (193)          |      | Lord Ara Darzi, Baron de Denham OM KBE PC                                               | 7 de mayo de 1960       | 64 años | Cirujano                                                            | 1 de enero de 2016      |
| 17 (194)          |      | Ann Dowling OM DBE                                                                      | 15 de julio de 1952     | 72 años | Ingeniera Mecánica                                                  | 1 de enero de 2016      |
| 18 (195)          |      | Sir James Dyson OM CBE                                                                  | 2 de mayo de 1947       | 77 años | Inventor e Ingeniero de Diseño industrial                           | 1 de enero de 2016      |
| 19                |      | vacante desde la muerte de Sir Aaron Klug, el 20 de noviembre de 2018.                  |                         |         |                                                                     |                         |
| 20                |      | vacante desde la muerte de Sir Michael Atiyah, el 11 de enero de 2019.                  |                         |         |                                                                     |                         |
| 21                |      | vacante desde la muerte de Sir Michael Howard, el 30 de noviembre de 2019.              |                         |         |                                                                     |                         |
| 22                |      | vacante desde la muerte de Lord May de Oxford, el 28 de abril de 2020.                  |                         |         |                                                                     |                         |
| 23                |      | vacante desde la muerte del príncipe Felipe, duque de Edimburgo, el 9 de abril de 2021. |                         |         |                                                                     |                         |
| 24                |      | vacante desde la ascensión del Rey Carlos III, el 8 de septiembre de 2022.              |                         |         |                                                                     |                         |